# Mozsonyi Sándor
Mozsonyi Sándor (Kadarkút, 1889. március 15. – Budapest, 1976. szeptember 1.) gyógyszerész, orvos, egyetemi tanár, a gyógyszerészeti tudományok kandidátusa (1952).

## Élete
Mozsonyi Sándor (1852–1940) református lelkész és Körmendy Erzsébet Ilona (1861–1950) gyermekeként született. Középiskoláit Bonyhádon és Csurgón végezte. Gyakorlati éveit a kaposvári Arany Kereszt gyógyszertárban töltötte le, majd beiratkozott a Budapesti Tudományegyetemre, ahol 1911-ben gyógyszerészi oklevelet szerzett. 1912 és 1918 között a Matolcsy Miklós által vezetett Egyetemi Gyógyszertárban dolgozott, majd 1918–1919-ben a pozsonyi Közegészségtani Intézet tanársegédje volt. 1919-ben a pozsonyi Erzsébet Tudományegyetemen orvosi oklevelet szerzett. Rövid ideig az Egyetemi Gyógyszertár, később a RICO Kötszerművek műszaki igazgatója volt, illetve 1934-ig miniszteri titkár, majd osztálytanácsos volt a Népjóléti Minisztérium gyógyszerészeti főosztályán. E minőségében képviselte a magyar kormányt 1931-ben Genfben a Népszövetség nemzetközi kábítószer-konferenciáján. 1924-ben részt vett a Magyar Gyógyszerésztudományi Társaság létrehozásában, s 1938 és 1949 között a szervezet alelnöke volt. 1933-ban magántanári képesítést szerzett. A következő évtől az Egyetemi Gyógyszertár, 1940-től a belőle alakult budapesti Egyetemi Gyógyszerészeti Intézet igazgatója volt 1962-es nyugdíjazásáig. Időközben nyilvános rendkívüli egyetemi tanári címet kapott (1940). Az 1951-ben átszervezéssel létrejött Budapesti Orvostudományi Egyetemen dékánhelyettesi tisztséget töltött be, majd 1955-től 1962-ig a megalakuló Gyógyszerésztudományi Kar első dékánja volt. Javaslatára vezették be a négyéves gyógyszerészképzést az egyetemen. Mintegy száz szakközleménye jelent meg
Felesége Száva Lenke Gizella (1898–?) volt, Száva Aladár és Süttő Gizella lánya, akit 1921. május 10-én Budapesten, a Terézvárosban vett nőül. Lánya Mozsonyi Marietta.

## Emlékezete
- A Dél-Dunántúl neves gyógyszerészei című, 2014-ben megjelent enciklopédikus kötetben bemutatják életét és munkásságát.[5]

## Díjai, elismerései
- Vöröskereszt II. osztályú díszjelvénye
- Munka Érdemrend (1959, 1962)[6][7]
- Kiváló gyógyszerész (1961)[8]
- Kazay Endre-emlékérem (1969)